# BTS World Tour: Love Yourself в Сеуле
«Love Yourself в Сеуле» (кор. 러브 유어셀프 인 서울; романизация: Leobeu Yueoselpeu in Seoul; другое название — «BTS World Tour: Love Yourself в Сеуле») — концертный фильм южнокорейского бойбенда BTS. Съёмки состоялись 26 августа 2018 года во время второго дня концерта группы на Олимпийском стадионе Сеула в рамках нового гастрольного тура. Основными дистрибьюторами выступили Fathom Events и Pathé Live.
26 января 2019 года состоялся первый день показа фильма в 95 странах по всему миру. 9 и 10 февраля состоялся повторный показ в связи с большим спросом.

## Подготовка и релиз
Впервые фильм был анонсирован 13 декабря 2018 года через официальный аккаунт BTS в Твиттере. Во время съёмок было задействовано 42 камеры; сопродюсерами стали Big Hit Entertainment и CJ CGV Screen X. Картина была доступна в форматах 2D (стандартный) и ScreenX.
Билеты поступили в продажу 18 декабря. Трейлер был представлен на следующий день.
Описанный Pathé Live как «крупнейший мировой релиз», концертный фильм был показан в 3800 кинотеатрах по всему миру.

## Сет-лист
Для концертов в Сеуле группа использовала два разных сет-листа. Оба включают одни и те же песни, за исключением попурри из заглавных треков.
1. «IDOL»
2. «Save Me»
3. «I'm Fine»
4. «Magic Shop»
5. «Trivia 起: Just Dance»
6. «Euphoria»
7. «I Need U»
8. «Run»
9. «Serendipity»
10. «Trivia 承: Love»
11. «DNA»
12. «Boyz with Fun»
13. «Attack on Bangtan»
14. «Fire»
15. «Silver Spoon»
16. «Dope»
17. «Airplane Pt. 2»
18. «Singularity»
19. «Fake Love»
20. «Trivia 轉: Seesaw»
21. «Epiphany»
22. «The Truth Untold»
23. «Outro: Tear»
24. «MIC Drop»

Энкор
1. «So What»
2. «Anpanman»
3. «Answer: Love Myself»